# Scie
Die Scie ist ein Küstenfluss in Frankreich, der im Département Seine-Maritime in der Region Normandie verläuft. Sie entspringt im Ortsgebiet von Étaimpuis, entwässert generell Richtung Nord bis Nordwest durch die Naturlandschaft Pays de Caux und mündet nach rund 38 Kilometern beim Ort Pourville im Gemeindegebiet von Hautot-sur-Mer in den Ärmelkanal.

## Orte am Fluss
(Reihenfolge in Fließrichtung)
- Étaimpuis
- Saint-Victor-l’Abbaye
- Saint-Maclou-de-Folleville
- Vassonville
- Saint-Denis-sur-Scie
- Auffay
- Heugleville-sur-Scie
- Longueville-sur-Scie
- Anneville-sur-Scie
- Sauqueville
- Saint-Aubin-sur-Scie

## Wirtschaft
Im 19. Jahrhundert gab es bis zu 40 Wassermühlen zur Herstellung von Mehl oder zur Zerkleinerung von Äpfeln entlang des Flusses, die jedoch allesamt verschwunden sind. In Anneville-sur-Scie gibt es eine Kellerei zur Herstellung von Cidre.

## Tourismus
Auf der Scie können Kanu- bzw. Kajak-Touren unternommen werden.